# بزرگ‌تاقچه‌ایان
بزرگ‌تاقچه‌ایان (نام علمی: Meripilaceae) نام یک تیره از راسته تاقچه‌ای‌قارچ‌سانان است.

## سرده ها
- Grifola
- Henningsia
- Hydnopolyporus
- تاقچه‌ای‌های بزرگ
- Physisporinus
- Rigidoporus